# سومونا

سومونا شهری در شهرستان بانا در استان باله در بورکینافاسوی جنوبی است و جمعیت آن ۴۲۸ نفر است.